# Reading Recovery
Reading Recovery (RR) är en specialutbildningsmetod utvecklade på 1970-talet av nyzeeländska Marie Clay. Metoden avser att tidigt fånga upp och förebygga barn med läs- och skrivsvårigheter. 1983 antogs metoden av alla skolor på Nya Zeeland; och metoden har använts i andra länder såsom Australien, England, Kanada och USA. RR har även använts i Sverige. RR går ut på att barn med nedsatt läsförmåga får 30 minuters individuell träning varje dag i 12–20 veckor.
Flera randomised controlled trials-undersökningar har konstaterat att elever som deltar i RR visar förbättrad läs- och skrivförmåga. Brister i dessa undersökningar, till exempel att elever i kontrollgruppen fått ingen eller bristande hjälp och att detta inte är representativt för hur de skulle behandlas om inte RR fanns, har lyfts fram. Reading Recovery har även fått mycket kritik, huvudsakligen i Nya Zeeland, där det menas att låga och höga presterande elever inte närmat varandra i läsförmåga. Det har även konstaterats att förbättringen av läsförmågan skulle vara kortvarig. Studenter som deltog i Reading Recovery under årskurs 1 presterade inte bättre i läsprov under årskurs 3. Det har även visats att RR inte ger bättre resultant än mindre kostsamma program.